# Клятва лікаря (серіал)
Кля́тва лі́каря — український серіал режисера Дениса Тарасова, виробництва ТРК Україна.

## Сюжет
Тамара Лаврова є досвідченою лікаркою швидкої допомоги. Вона одружена, виховує дочку від першого шлюбу — Дашу. Але раптом дізнається, що чоловік її зраджує. Олексій іде до коханки, але через брак грошей вплутується в кредит під нечувані відсотки й разом із грошима втікає. Кредитори Олексія претендують на квартиру, і Тамара з дочкою можуть залишитися на вулиці. Вона спілкується з господарем контори позик — відомим кримінальним авторитетом, який пропонує жінці відпрацювати борг, надаючи лікарську допомогу його людям. Іншого виходу в неї немає.

## У ролях
- Ксенія Мішина
- Кирило Рубцов
- Валерій Ніколаєв[4]
- Ганна Адамович
- Галина Кобзар-Слободюк
- Поліна Носихіна
- Данило Каменський
- Євген Лісничий
- Марія Штофа
- Мирослава Філіпович